# NGC 6820
NGC 6820 ist ein Emissionsnebel im Sternbild Fuchs, der mit dem offenen Sternhaufen NGC 6823 assoziiert ist und am 7. August 1864 vom Astronomen Albert Marth entdeckt wurde.